# 충정영당
충정영당은 충청북도 청주시 청원구에 있다. 2015년 4월 17일 청주시의 향토유적 제125호로 지정되었다.

## 개요
태종때 제2차 왕자의 난시 공을 세원 마천목의 영명을 봉안하기 위해 세운 영당이다.